# Malaussanne
Malaussanne est une commune française, située dans le département des Pyrénées-Atlantiques en région Nouvelle-Aquitaine.
Le gentilé est Malaussannais.

## Géographie

### Localisation
La commune de Malaussanne se trouve dans le département des Pyrénées-Atlantiques, en région Nouvelle-Aquitaine.
Elle se situe à 37 km par la route de Pau, préfecture du département, et à 32 km d'Artix, bureau centralisateur du canton d'Artix et Pays de Soubestre dont dépend la commune depuis 2015 pour les élections départementales. 
La commune fait en outre partie du bassin de vie d'Arzacq-Arraziguet.
Les communes les plus proches sont : 
Cabidos (2,1 km), Philondenx (2,2 km), Montagut (2,9 km), Monget (3,9 km), Mant (4,1 km), Piets-Plasence-Moustrou (4,5 km), Arget (4,8 km), Lacajunte (5,4 km).
Sur le plan historique et culturel, Malaussanne fait partie de la province du Béarn, qui fut également un État et qui présente une unité historique et culturelle à laquelle s’oppose une diversité frappante de paysages au relief tourmenté.

### Communes limitrophes
Les communes limitrophes sont  Arboucave, Cabidos, Lacajunte, Mant, Monget, Montagut et Philondenx.
| Mant (Landes)              | Arboucave (Landes) | Lacajunte (Landes)  |
| Monget (Landes, sur 100 m) | Malaussanne        | Philondenx (Landes) |
| Montagut                   | Cabidos            |                     |

### Hydrographie

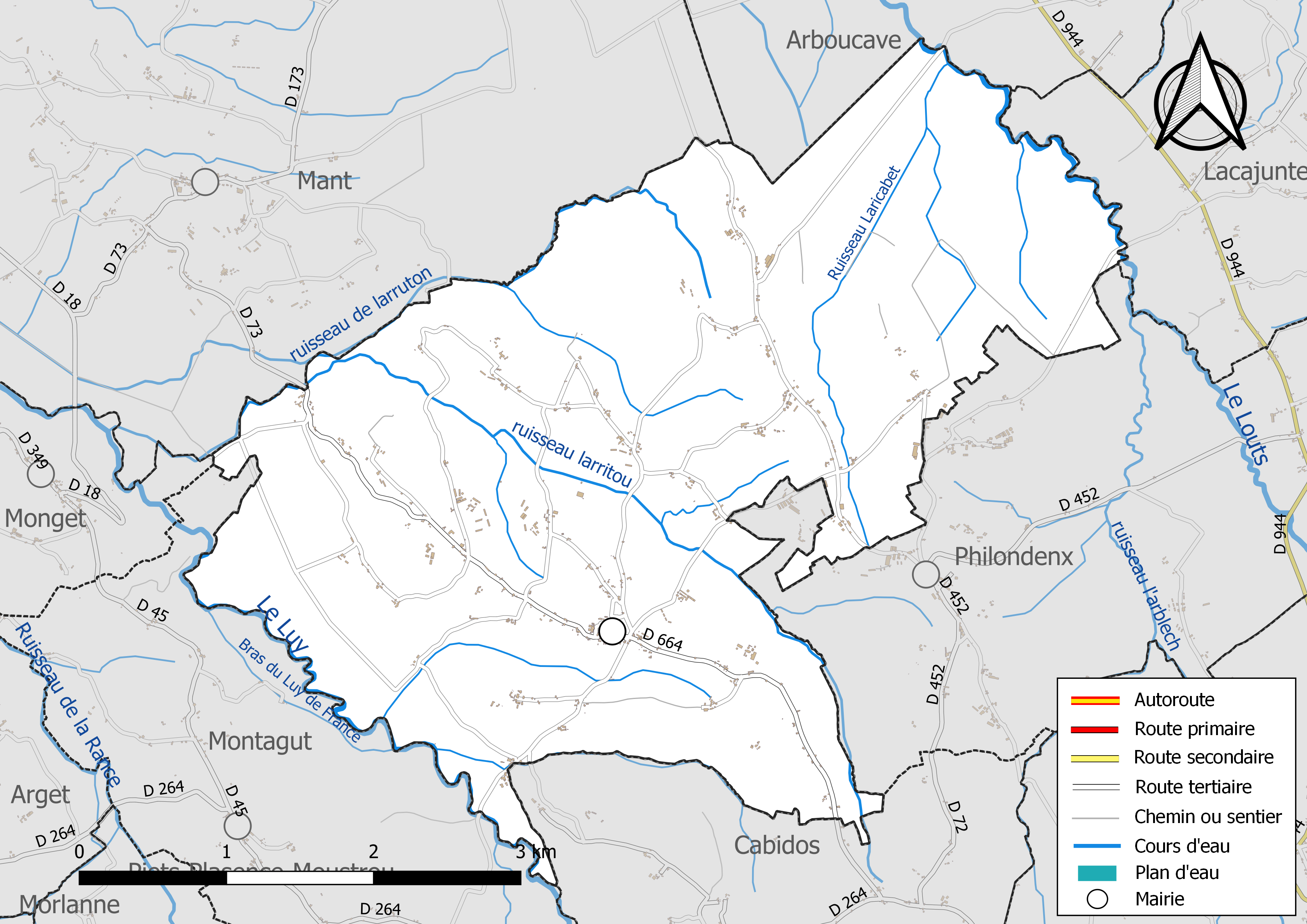
Réseaux hydrographique et routier de Malaussanne.

La commune est drainée par le Luy, le Louts, le ruisseau de Larruton, le ruisseau Larritou, le ruisseau Laricabet, et par divers petits cours d'eau, constituant un réseau hydrographique de 24 km de longueur totale,.
Le Luy, d'une longueur totale de 154,5 km, prend sa source dans la commune d'Espoey et s'écoule d'est en ouest. Il traverse la commune et se jette dans l'Adour à Rivière-Saas-et-Gourby, après avoir traversé 65 communes.
Le Louts, d'une longueur totale de 85,7 km, prend sa source dans la commune de Thèze et s'écoule d'est en ouest. Il traverse la commune et se jette dans l'Adour à Téthieu, après avoir traversé 33 communes.

### Climat
Pour des articles plus généraux, voir Climat de la Nouvelle-Aquitaine et Climat des Pyrénées-Atlantiques.
Historiquement, la commune est exposée à un climat de montagne.  
En 2020, Météo-France publie une typologie des climats de la France métropolitaine dans laquelle la commune est dans une zone de transition entre le climat océanique et le climat de montagne et est dans la région climatique Pyrénées atlantiques, caractérisée par une pluviométrie élevée (>1 200 mm/an) en toutes saisons, des hivers très doux (7,5 °C en plaine) et des vents faibles.
Pour la période 1971-2000, la température annuelle moyenne est de 13,4 °C, avec une amplitude thermique annuelle de 14,5 °C. Le cumul annuel moyen de précipitations est de 1 135 mm, avec 11,9 jours de précipitations en janvier et 8 jours en juillet. Pour la période 1991-2020, la température moyenne annuelle observée sur la station météorologique la plus proche, située sur la commune de Pomps à 9 km à vol d'oiseau, est de 14,1 °C et le cumul annuel moyen de précipitations est de 1 062,2 mm,. Pour l'avenir, les paramètres climatiques de la commune estimés pour 2050 selon différents scénarios d’émission de gaz à effet de serre sont consultables sur un site dédié publié par Météo-France en novembre 2022.

### Milieux naturels et biodiversité
Aucun espace naturel présentant un intérêt patrimonial n'est recensé sur la commune dans l'inventaire national du patrimoine naturel,,.

## Urbanisme

### Typologie
Au 1er janvier 2024, Malaussanne est catégorisée commune rurale à habitat très dispersé, selon la nouvelle grille communale de densité à sept niveaux définie par l'Insee en 2022.
Elle est située hors unité urbaine et hors attraction des villes,.

### Occupation des sols

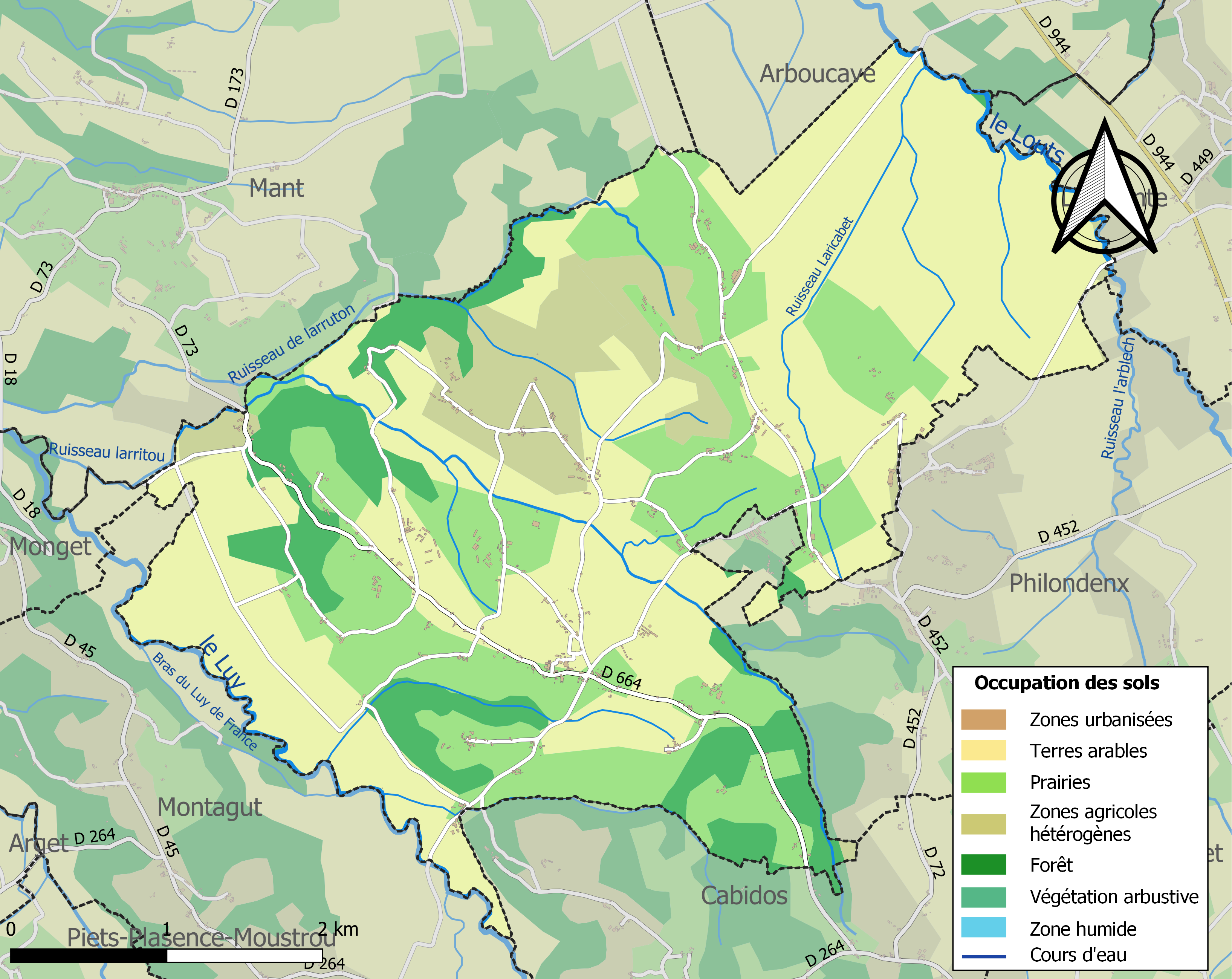
Carte des infrastructures et de l'occupation des sols de la commune en 2018 (CLC).

L'occupation des sols de la commune, telle qu'elle ressort de la base de données européenne d’occupation biophysique des sols Corine Land Cover (CLC), est marquée par l'importance des territoires agricoles (88,7 % en 2018), en augmentation par rapport à 1990 (87,3 %). La répartition détaillée en 2018 est la suivante : 
terres arables (51,6 %), prairies (27,7 %), forêts (11,3 %), zones agricoles hétérogènes (9,5 %). L'évolution de l’occupation des sols de la commune et de ses infrastructures peut être observée sur les différentes représentations cartographiques du territoire : la carte de Cassini (XVIIIe siècle), la carte d'état-major (1820-1866) et les cartes ou photos aériennes de l'IGN pour la période actuelle (1950 à aujourd'hui).

### Lieux-dits et hameaux
- Bourg
- Couloumère
- l'Église
- Galus
- Labigne
- Labouyrie
- Lahargouette
- Lassale
- Menjot
- Piffou
- la Poutge.

### Voies de communication et transports
La commune est desservie par la route départementale D 664.

### Risques majeurs
Le territoire de la commune de Malaussanne est vulnérable à différents aléas naturels : météorologiques (tempête, orage, neige, grand froid, canicule ou sécheresse), inondations et séisme (sismicité modérée). Il est également exposé à deux risques technologiques,  le transport de matières dangereuses et la rupture d'un barrage. Un site publié par le BRGM permet d'évaluer simplement et rapidement les risques d'un bien localisé soit par son adresse soit par le numéro de sa parcelle.

#### Risques naturels
Certaines parties du territoire communal sont susceptibles d’être affectées par le risque d’inondation par une crue à  débordement lent de cours d'eau, notamment le Louts et le Luy. La commune a été reconnue en état de catastrophe naturelle au titre des dommages causés par les inondations et coulées de boue survenues en 1982, 1983 et 2009,.

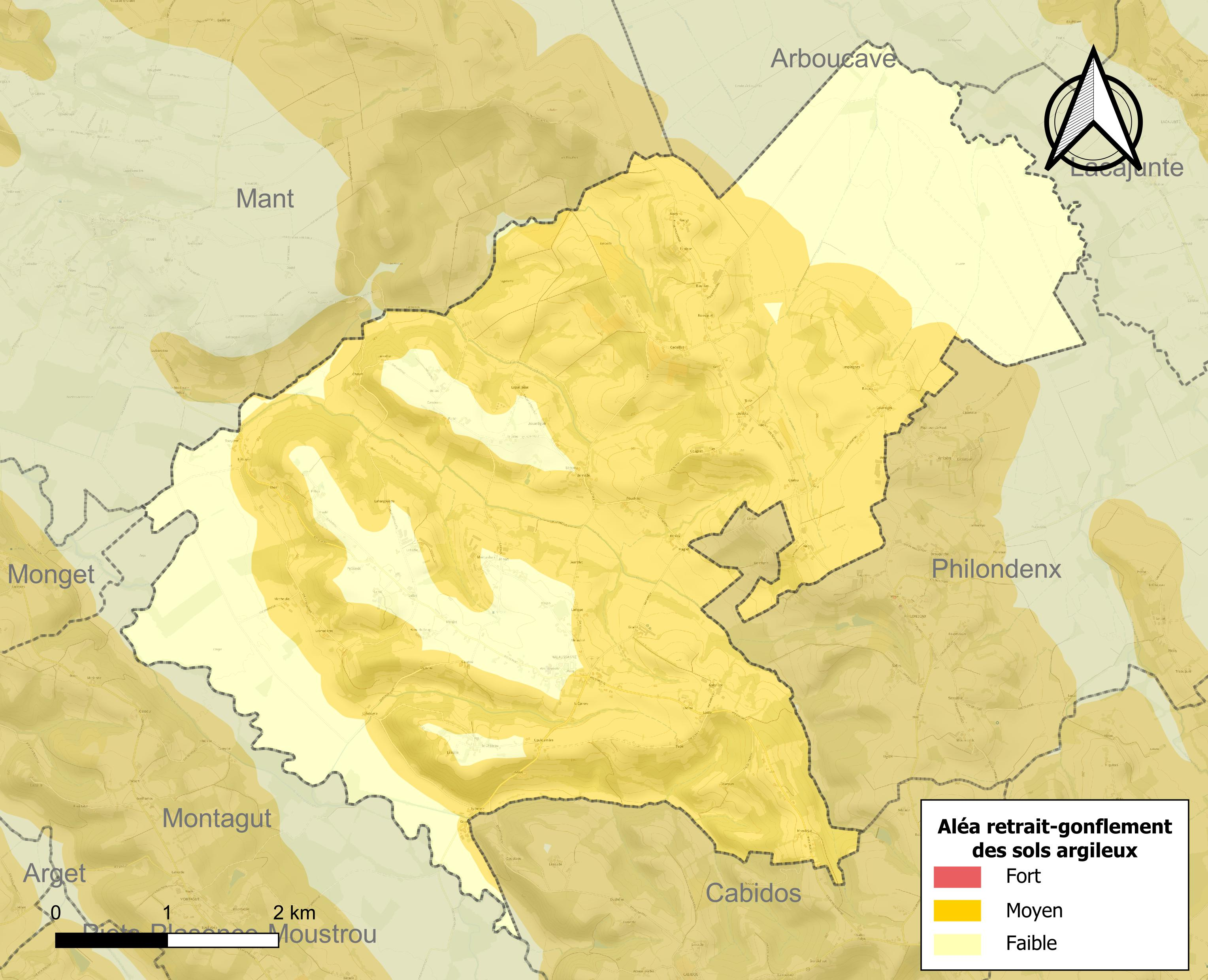
Carte des zones d'aléa retrait-gonflement des sols argileux de Malaussanne.

Le retrait-gonflement des sols argileux est susceptible d'engendrer des dommages importants aux bâtiments en cas d’alternance de périodes de sécheresse et de pluie. 67,1 % de la superficie communale est en aléa moyen ou fort (59 % au niveau départemental et 48,5 % au niveau national). Depuis le 1er octobre 2020, en application de la loi ELAN, différentes contraintes s'imposent aux vendeurs, maîtres d'ouvrages ou constructeurs de biens situés dans une zone classée en aléa moyen ou fort,.

#### Risque technologique
La commune est en outre située en aval de barrages de classe A. À ce titre elle est susceptible d’être touchée par l’onde de submersion consécutive à la rupture de cet ouvrage.

## Toponymie
Le toponyme Malaussanne apparaît sous les formes Malaussana (1514, notaires de Garos), Malausana et Malausanne en France (respectivement 1559 et 1675, réformation de Béarn).

## Histoire
Paul Raymond note que Malaussanne est une ancienne commanderie de Saint-Antoine, dépendant du prieuré de Toulouse.
Malaussanne dépendait de la Chalosse et de la subdélégation de Saint-Sever.

## Politique et administration
| Période                                  | Période  | Identité       | Étiquette | Qualité                               |
| ---------------------------------------- | -------- | -------------- | --------- | ------------------------------------- |
| 1995                                     | En cours | Bernard Dupont | DVD       | Conseiller général puis départemental |
| Les données manquantes sont à compléter. |          |                |           |                                       |

### Intercommunalité
Malaussanne appartient à quatre structures intercommunales :
- l’agence publique de gestion locale ;
- la communauté de communes des Luys en Béarn ;
- le syndicat AEP d'Arzacq ;
- le syndicat d’énergie des Pyrénées-Atlantiques.

## Population et société

### Démographie
L'évolution du nombre d'habitants est connue à travers les recensements de la population effectués dans la commune depuis 1793. Pour les communes de moins de 10 000 habitants, une enquête de recensement portant sur toute la population est réalisée tous les cinq ans, les populations de référence des années intermédiaires étant quant à elles estimées par interpolation ou extrapolation. Pour la commune, le premier recensement exhaustif entrant dans le cadre du nouveau dispositif a été réalisé en 2006.

En 2022, la commune comptait 444 habitants, en évolution de +4,23 % par rapport à 2016 (Pyrénées-Atlantiques : +3,78 %, France hors Mayotte : +2,11 %).
| 1793 | 1800 | 1806  | 1821 | 1831  | 1836  | 1841  | 1846  | 1851  |
| ---- | ---- | ----- | ---- | ----- | ----- | ----- | ----- | ----- |
| 901  | 919  | 1 080 | 937  | 1 022 | 1 039 | 1 037 | 1 042 | 1 004 |

| 1856 | 1861 | 1866 | 1872 | 1876 | 1881 | 1886 | 1891 | 1896 |
| ---- | ---- | ---- | ---- | ---- | ---- | ---- | ---- | ---- |
| 990  | 919  | 878  | 838  | 865  | 840  | 818  | 766  | 738  |

| 1901 | 1906 | 1911 | 1921 | 1926 | 1931 | 1936 | 1946 | 1954 |
| ---- | ---- | ---- | ---- | ---- | ---- | ---- | ---- | ---- |
| 721  | 661  | 685  | 614  | 627  | 605  | 575  | 544  | 475  |

| 1962 | 1968 | 1975 | 1982 | 1990 | 1999 | 2006 | 2011 | 2016 |
| ---- | ---- | ---- | ---- | ---- | ---- | ---- | ---- | ---- |
| 450  | 439  | 428  | 404  | 407  | 419  | 393  | 408  | 426  |

| 2021 | 2022 | - | - | - | - | - | - | - |
| ---- | ---- | - | - | - | - | - | - | - |
| 432  | 444  | - | - | - | - | - | - | - |

## Culture locale et patrimoine

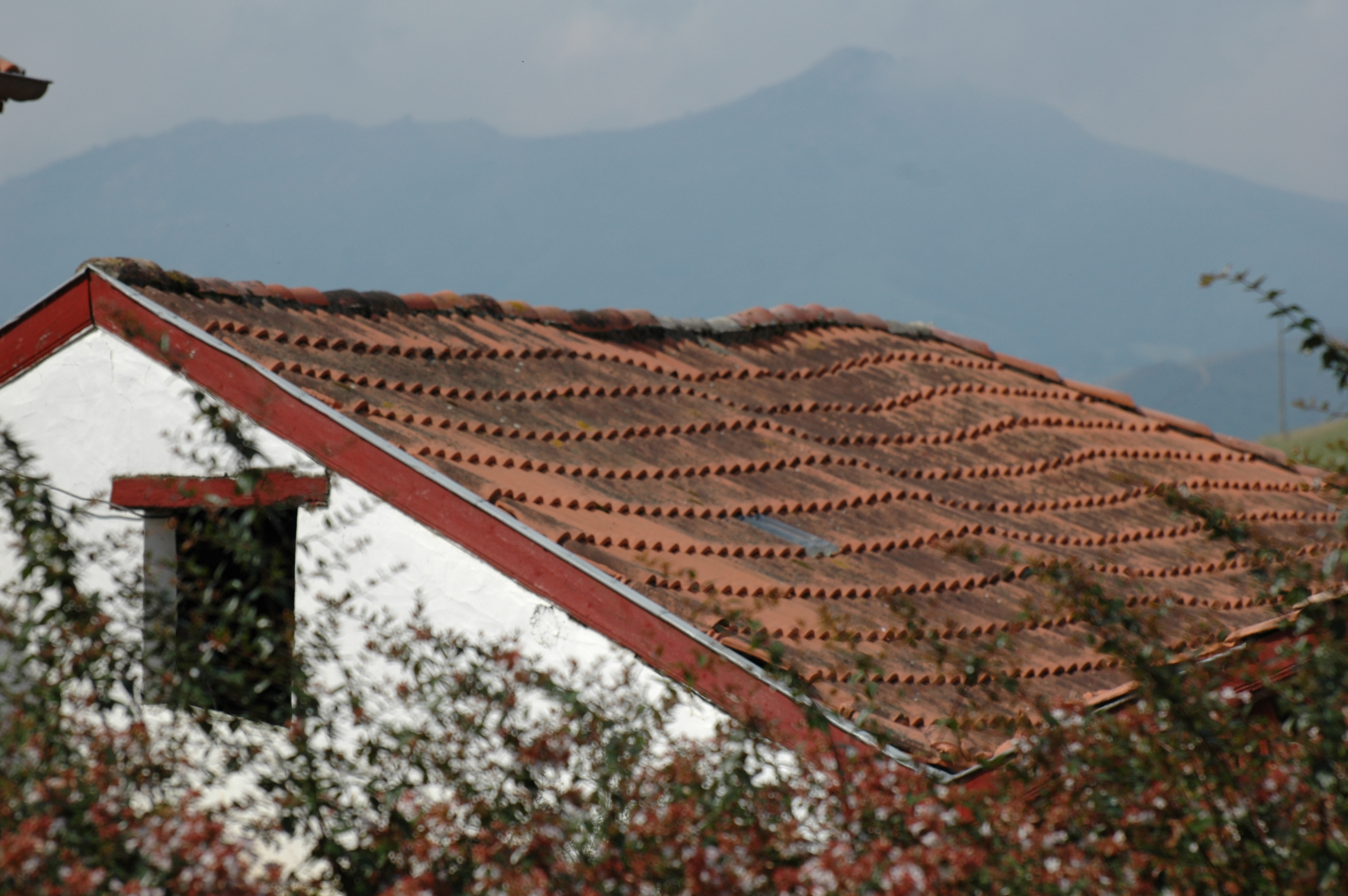
Toiture vénérable.

### Patrimoine civil
L'ensemble fortifié (basse-cour, motte, fossé, enceinte), appelé parfois camp romain, date des XIe et XIIe siècles.
Le manoir, dit château Gaye, date du XVIe siècle et fut remanié aux XVIIIe et XIXe siècles.
Des fermes des XVIIe, XVIIIe et XIXe siècles ont été recensées par le ministère de la Culture.

### Patrimoine religieux
L'église Saint-André, du XIIe siècle, fut remaniée aux XIVe et XVe siècles. Elle recèle un ensemble de mobiliers et d'objets recensés par le ministère de la Culture.

## Équipements
éducation
La commune dispose d'une école primaire.
Sports et associations
La commune dispose d'un court de tennis et d'une salle polyvalente, ou est principalement pratiqué le basket-ball. Son club de basket, (150 licenciés)a évolué plusieurs années en Nationale 3, avant de fusionner avec le club voisin de Mazerolles en 2012.
D'autres associations existent au sein de la commune : tennis/pétanque, gymnastique, zumba, ACCA, comité de jumelage (village espagnol de Figarol, comité des fêtes).

## Personnalités liées à la commune
- Simone Bartel (1922-2014), chanteuse française lauréate du prix Charles-Cros y est morte[45].